# Општина Батош (Муреш)
Батош (рум. Batoş) општина је у Румунији у округу Муреш.
Oпштина се налази на надморској висини од 406 m.